# 廖承志致蔣經國先生信
廖承志致蔣經國先生信，是1982年7月24日廖承志致蔣經國的一封信。此信是继中国大陆方面1981年发表叶九条之后，发表又一份呼吁海峡两岸和平统一的文告。

## 发表过程
1982年7月，蒋经国在一篇悼念其父蒋介石的文中写道，“切望父灵能回到家园与先人同在”，并表示自己“要把孝顺的心，扩大为民族感情，去敬爱民族，奉献于国家”。台湾、香港的报纸都刊登了该文。其中流露出的对故乡、民族之情，很快被大陆方面注意，中央对台工作领导小组当即开会研究，组长邓颖超提议由廖承志给蒋经国写一封信。廖承志专门为此组织了一个起草小组，邀请众多专家、学者参与，具体起草者有杨荫东（中央对台工作领导小组办公室主任）、王亿等人，由耿文卿执笔。起草小组还多次征求邓小平、邓颖超等元老的意见，稿子最终由中共中央批准定稿。
在信的结尾，廖承志将前人对台湾问题的态度融入其中。比如“寥廓海天，不归何待？”出自周恩来在张治中致蒋介石的信上的批复：“倨促东南，三位一体。寥廓海天，不归何待？”又如，1960年代，毛泽东、周恩来托民主人士正式给蒋介石写过一封信，由章士钊送去。周恩来在这封信结尾加了四句话：“台澎金马，唇齿相依，遥望南天，诸希珍重”。所以廖承志的信结尾写道，“遥望南天，不禁神驰，书不尽言，诸希珍重”。写完后，邓颖超在最后加了四个字“伫候复音”。
鉴于两岸尚不通邮，中央对台工作领导小组决定用电报将该信通过第三地中转到台湾。该信经中央批准定稿后，经中华人民共和国邮电部研究室（也是当时邮电部的对台机构）协调，通过电信总局的两条经第三地中转的线路发往台湾。
考虑到这封信不仅要让蒋经国收到，而且要让台湾人民看到，廖承志专门找来新华社香港分社秘书长杨奇，希望杨奇想尽一切办法，让《星岛日报》和《华侨日报》刊登此信，当时香港只有这两份报纸可进入台湾发行。最终，全文刊登了《廖承志致蔣經國先生信》的这两份报纸通过巧妙处理，通过了台湾的报检，成功在台湾发行。
1982年7月24日，《廖承志致蔣經國先生信》用電報發往台北。信中希望兩岸能捐弃前嫌，展開通話，再圖合作，「相逢一笑泯恩仇」。

## 回应过程
1982年7月16日，宋美齡函電蔣經國：

「……廖承志在孫夫人逝世前已再次對我家人作一種統戰方案均未理會日來甚活躍與姬鵬飛為香港一九九七年歸還問題負責襄理又擬來台訪問日前匪方報導謂彭真將負責修改匪方憲法並將列台灣香港澳門為特別行政區此種口號又是抄襲一九二七年代武漢收回英租界之伎倆以圖再一次憒弄懵懂騙局汝予高氏保證乃愊臆既適且當唯望美國左派及昏庸之輩乃患我不懾服而非患我懾服也母七月十六日」:274

收到《廖承志致蔣經國先生信》之后，7月25日，蔣經國函電宋美齡：

「……此固為匪統戰之一貫手法，但顯已推向另一更邪惡之層次方向。兒將一貫的置之不理並密切注意其後續發展伎倆……」:278-284

8月17日，中華民國方面由宋美齡透過中央社發表《給廖承志公開函》回應。
廖承志書信以文言文寫成，以「經國吾弟」開首；頗有家書之感，又隱見兄長勸教之意。當時中華民國政府對大陸實行「不談判、不接觸、不妥協」之「三不政策」，故蔣經國未回覆廖承志的公開信，而是由旅居美國之宋美齡，以同樣文言體裁、家書語調寫公開信回覆。信中開首即稱「承志世侄」，對廖承志在文革中的遭遇加以「問候」，再問記否「先總統」當年兩次釋放之恩；結尾以長輩口吻，教導何謂孫中山遺訓真義；反勸其早日「幡然来歸」。

廖承志并未对此失望。后来他对从台湾叛逃到中國大陆的马璧说：
“蒋经国先生是不会忘记我的，我也不会忘记他，据我知道他也是思念故乡的。我在7月致蒋经国的信函中已经说过了，我也可以去台北同他见面，他若是来北京，我们更是欢迎。”
1983年6月，廖承志因心臟病突發在北京逝世，此事不了了之。後來蔣經國以推動政治民主化方式，確立反共與「革新保台」路線，从政治上對抗中共統戰攻勢。